# Лаодика Понтийская
Лаодика Понтийская (др.-греч. Λαοδικη) — понтийская царевна. Жила в III в. до н. э.
О Лаодике известно, что она была дочерью Митридата II и Лаодики. Лаодика III, жена Антиоха III Великого приходилась ей сестрой, а понтийский царь Митридат III — братом. Воспитывалась она на правах дочери в городе Селге (Писидия) одним из граждан Логбасисом.
Лаодику выдали замуж за дальнего родственника — селевкидского военачальника Ахея, который в 220 г. до н. э. поднял мятеж против своего царя Антиоха III. В 216 г. до н. э. Антиох, завершив Четвёртую Сирийскую войну, вернулся в Малую Азию и осадил Ахея в Сардах. Через два года осады Ахей был схвачен и убит, вскоре ввиду раздоров среди осаждённых сдалась и Лаодика. О дальнейшей её судьбе ничего не известно.